# Chiesa di San Giovanni Battista (Dalcahue)
La chiesa di San Giovanni Battista di San Juan de Coquihuil (in spagnolo: iglesia de San Juan Bautista de San Juan de Coquihuil), anche nota come chiesa di San Giovanni (in spagnolo: iglesia de San Juan), è una chiesa in legno costruita nella borgata dello stesso nome, nell'arcipelago di Chiloé, nel tardo XIX secolo, appartenente alla parrocchiale di Nuestra Señora del Patrocinio de Tenaún, nella Diocesi di San Carlos de Ancud, Cile. È un esempio di una tradizione architettonica, mantenuta per tre secoli, chiamata «Scuola chilota di architettura religiosa in legno».
La cappella è stata costruita in San Juan, nel comune di Dalcahue, intorno al 1887, ed è una delle Chiese di Chiloé, classificata come patrimonio dell'umanità dall'UNESCO nel 2000. Il 22 maggio 1960 il Grande Terremoto Cileno, che colpì duramente l'intera paese, rase al suolo parzialmente la facciata della chiesa; rimasero in piedi parte della torre, il portico e le mura perimetrali, dalle quali partì la riedificazione della facciata, completata nei primi anni del 1960 eliminando i "falsi" archi, una caratteristica tipica delle Chiese di Chiloé.
Alla fine degli anni novanta le strutture furono gravemente danneggiate dal passaggio di una tempesta. L'edificio fu in seguito riparato, infatti, il "falsi" archi originali, la torre e le fondazioni sono stati restaurati nel 2000.

## Galleria d'immagini

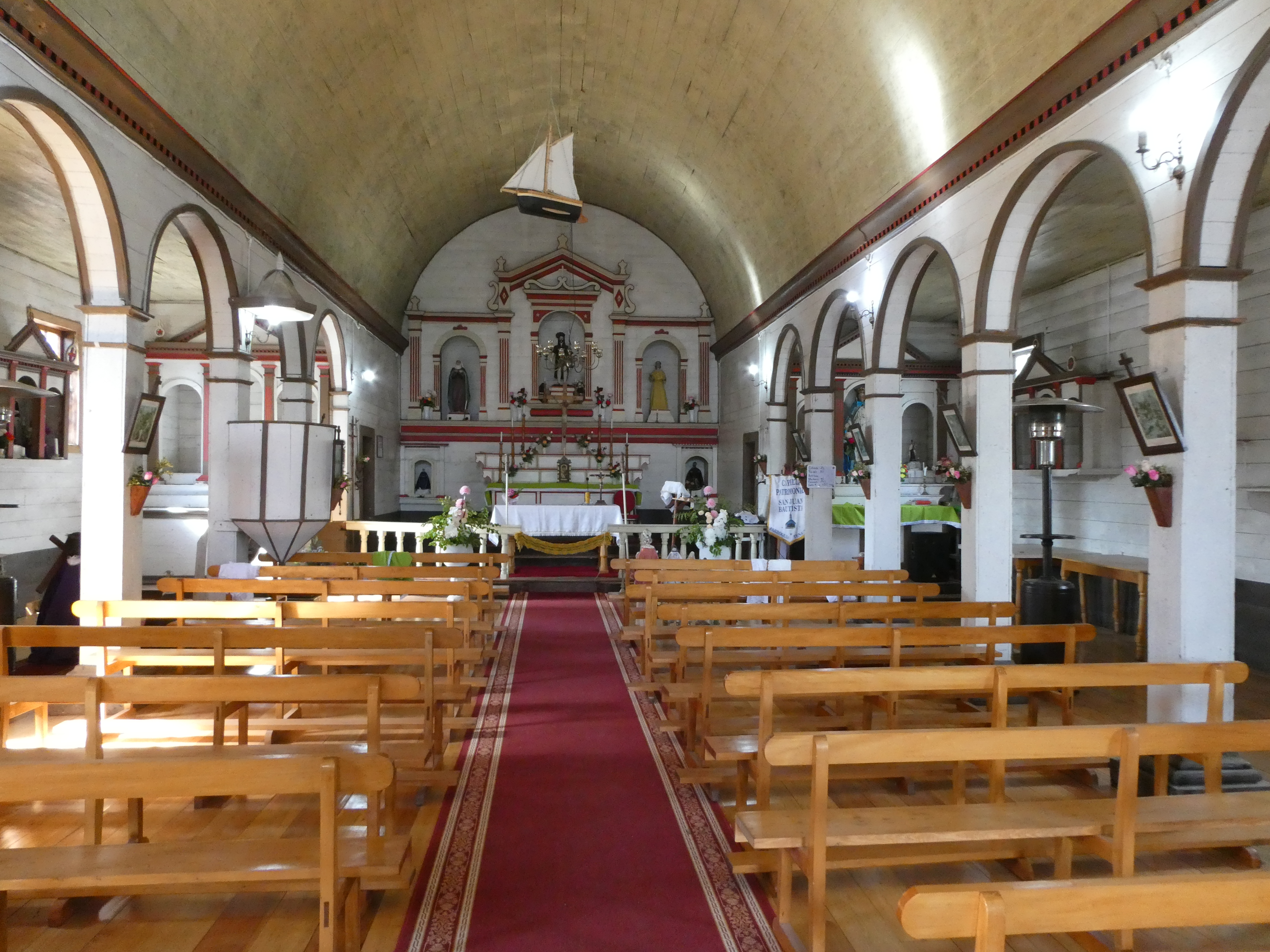
Interno della chiesa di San Juan
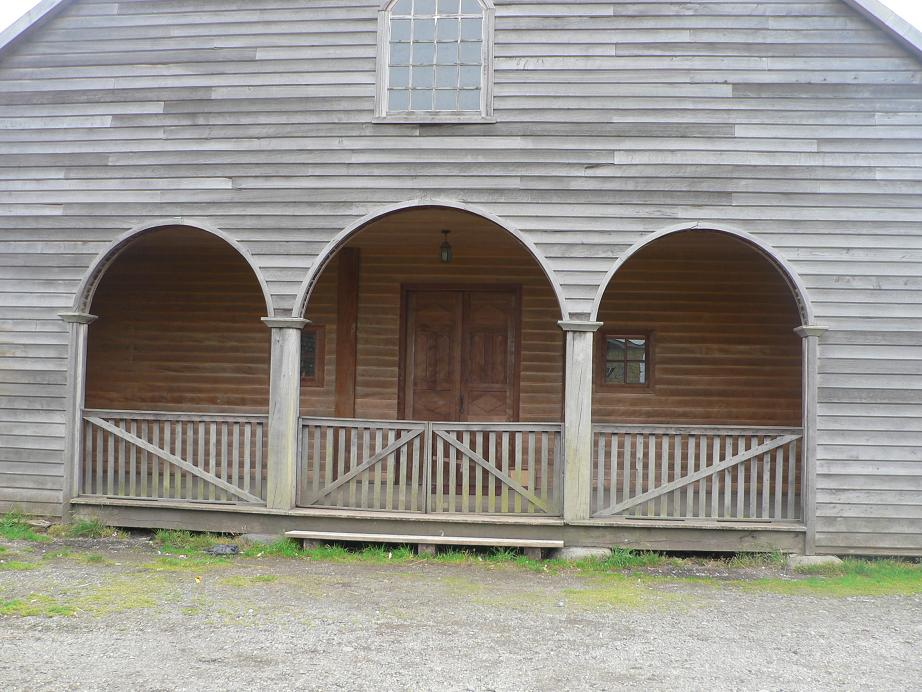
Arco centrale della chiesa
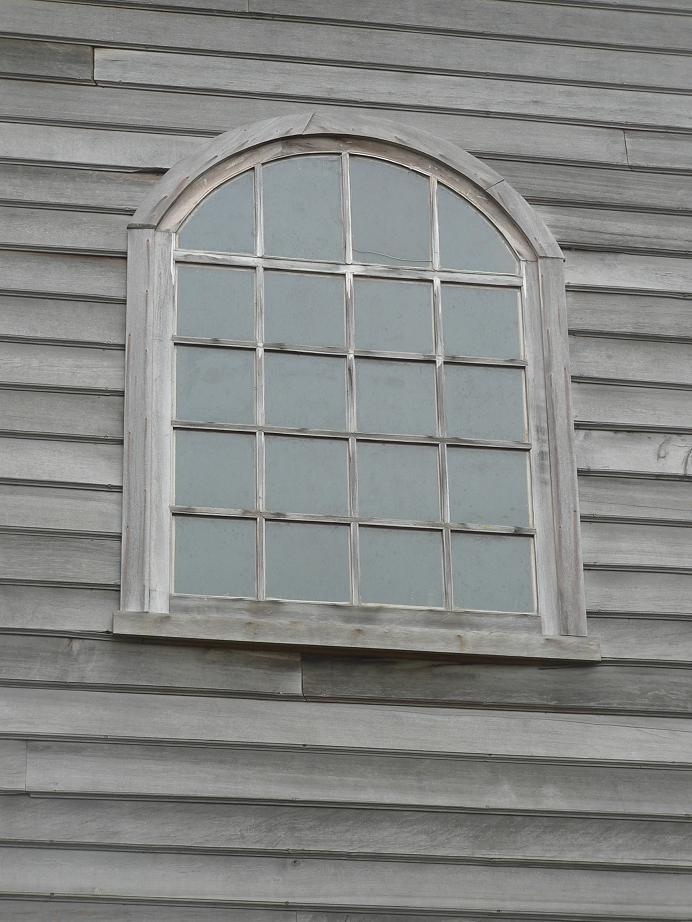
Finestra della chiesa
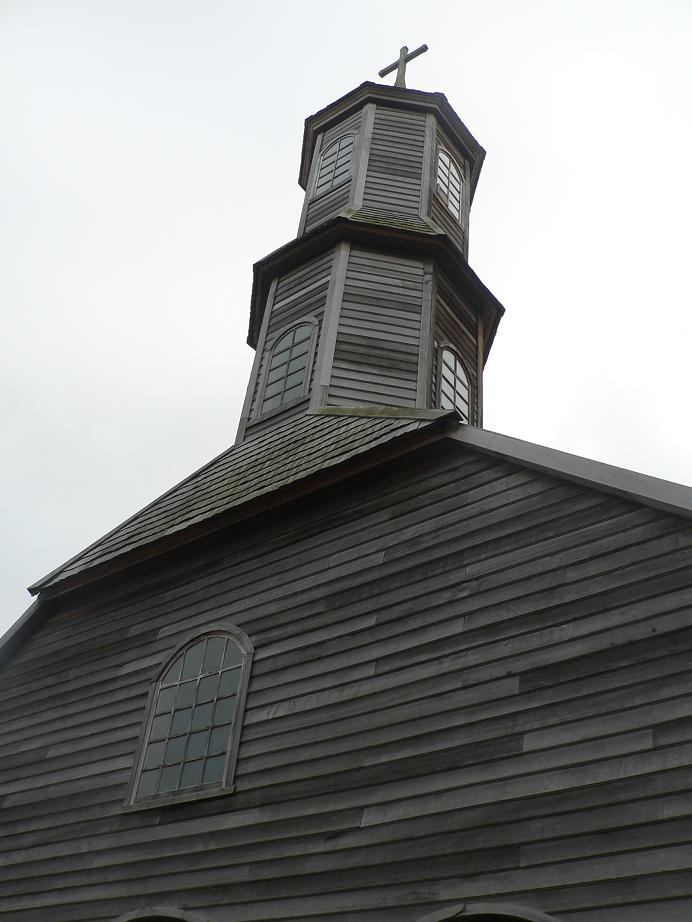
Torre della chiesa